# Південний морський лев
Вухач, або південний морський лев (Otaria) — рід морських ссавців, південноамериканський представник родини вухачеві (Otariidae). Рід є монотиповим, включає сучасний один вид — вухача південного (Otaria flavescens).

## Етимологія
грец. ωτός — «вухо» (натякаючи на малі, але помітні зовнішні закрилки вуха), лат. flavescens — «жовтавий».

## Зовнішній вигляд

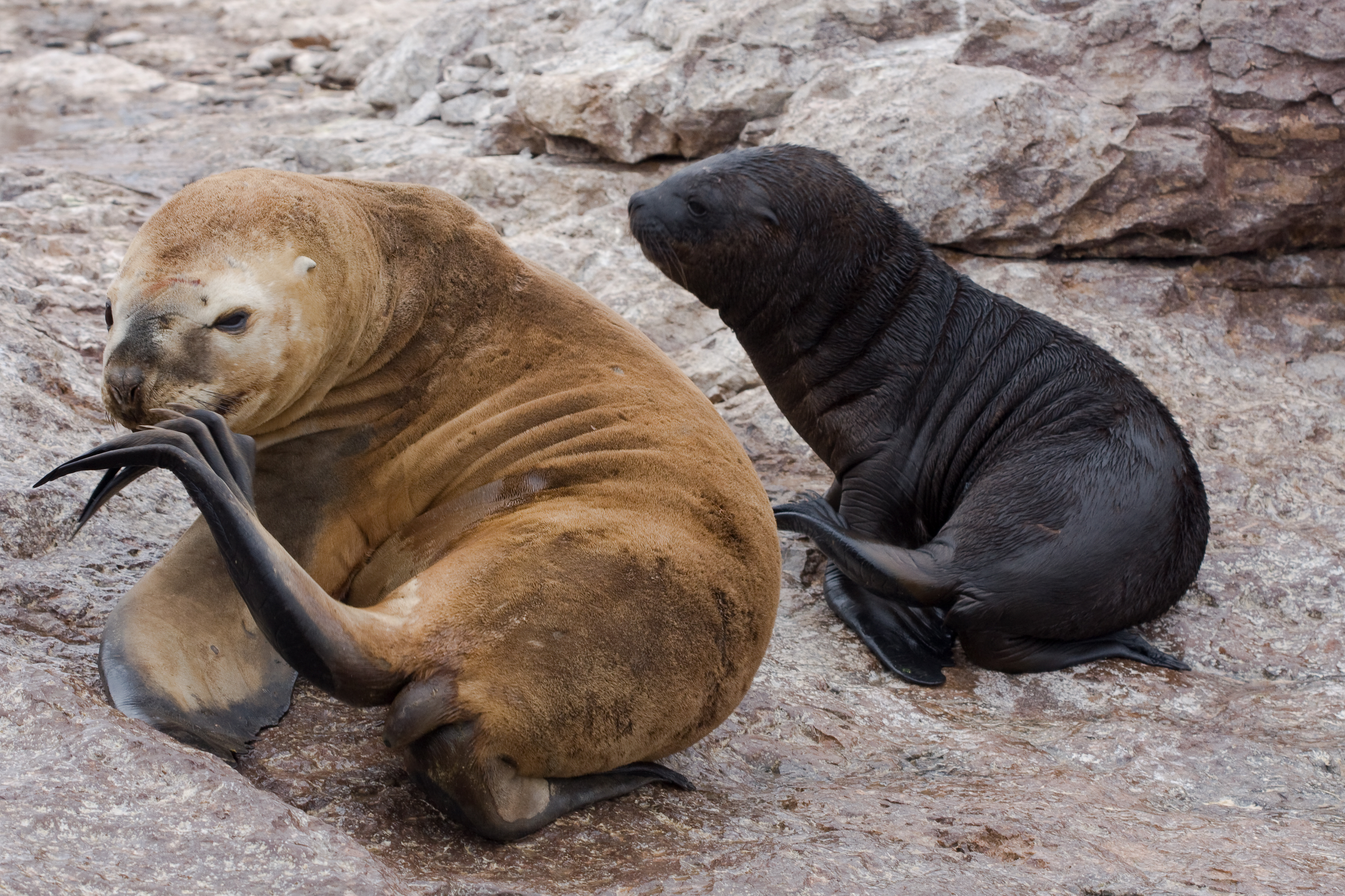
Самка вухача південного та її маля

Самці можуть досягати величини до 2,5 метрів і важити до 300 кілограмів. На верхній стороні тіла вони темно-коричневі, на нижній забарвлені в жовтувато-коричневий колір. Грива трохи світліша за шкіру. Самиці значно менші й досягають до 2 метрів завдовжки і важать до 140 кілограмів. Їхнє забарвлення світло-коричневе і на шкірі часто трапляються великі плями неправильної форми розкидані по всьому тілу.

## Поширення
Ареал вухачів простягається вздовж тихоокеанського узбережжя Південної Америки від Перу до Вогняної Землі, а також вздовж атлантичного узбережжя до півдня Бразилії. Колонії вухачів існують також на Фолклендських островах. Окремі мандрівні особини іноді зустрічаються і далеко від основних колоній, наприклад на Галапагоських островах або на ділянках бразильського узбережжя північніше звичного ареалу. Проте як правило, південні морські леви воліють перебувати поблизу своїх колоній.

## Розмноження

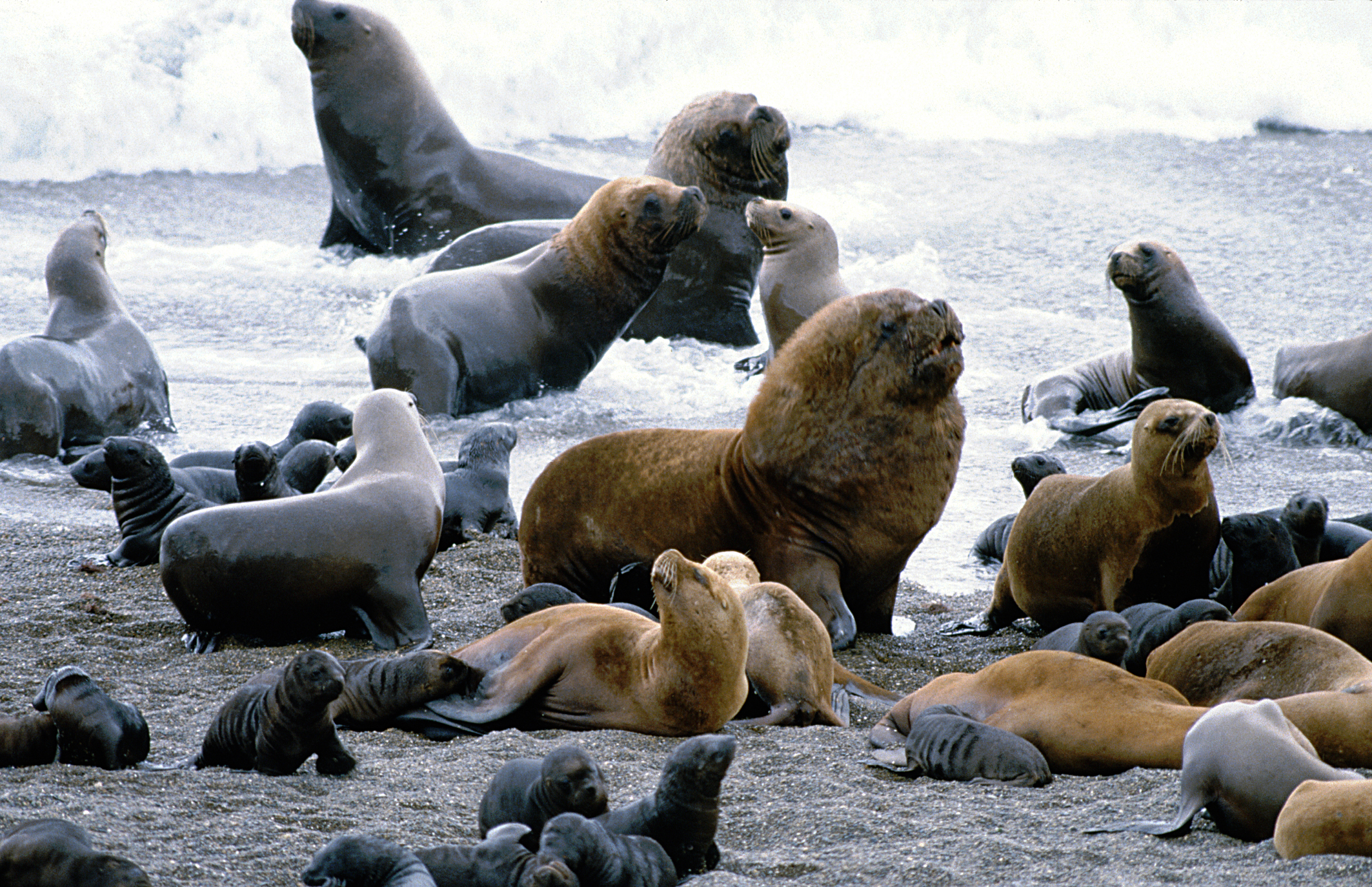
Гарем вухачів у Патагонії

Статева поведінка і шлюбний період нагадують інших «вухастих тюленів». Зрілі самці зустрічають самок на узбережжі і борються між собою за ділянки берега. У цих поєдинках суперники намагаються вкусити один одного, нерідко справа доходить до крові і глибоких ран. Слабші самці в ході боїв витісняються на край колонії, в той час як найсильніші здобувають право на найпрестижніші місця в центрі лежбища. При виході на берег самки потрапляють до гарему того самця, якому належить відповідна ділянка. В самця може бути до 18 самок, але чим ближче ареал самця до краю колонії, тим менший його гарем. У середньому у кожного самця при паруванні є по три самки. Самці постійно зайняті тим, що заважають самкам покинути свою територію. При цьому вони нерідко проникають на сусідні ділянки і вступають у конфлікт з їхніми господарями. Молоді самці іноді збиваються в холостяцькі групи чисельністю до десяти тварин, регулярно намагаючись проникнути в колонію, викрасти самку і спаруватися з нею. Під час перебування на суші, а це від двох до трьох місяців, самець майже не їсть і не спить.
Після вагітності, термін якої становить близько 350 днів, самка народжує на світ одне дитинча. Пологи відбуваються відразу після виходу на берег і напередодні нового спарювання.

## Систематика
Для вухача південного в наш час[коли?] існує дві наукових назви — Otaria byronia (Blainville, 1820) та Otaria flavescens (Shaw, 1800). За правилами Міжнародного кодексу зоологічної номенклатури (МКЗН) дійсним є старше ім'я, flavescens. Однак Джордж Шоу описав в 1800 році дитинча Otaria flavescens, опис якого не дуже пасує вухачам. Тому деякі зоологи вважають саме Otaria byronia першим правильним описом виду і відповідно використовують цю назву. В обох назв є свої прихильники, які називають іншу назву «застарілою». Рішення МКЗН з цього питання відсутнє.

## Галерея

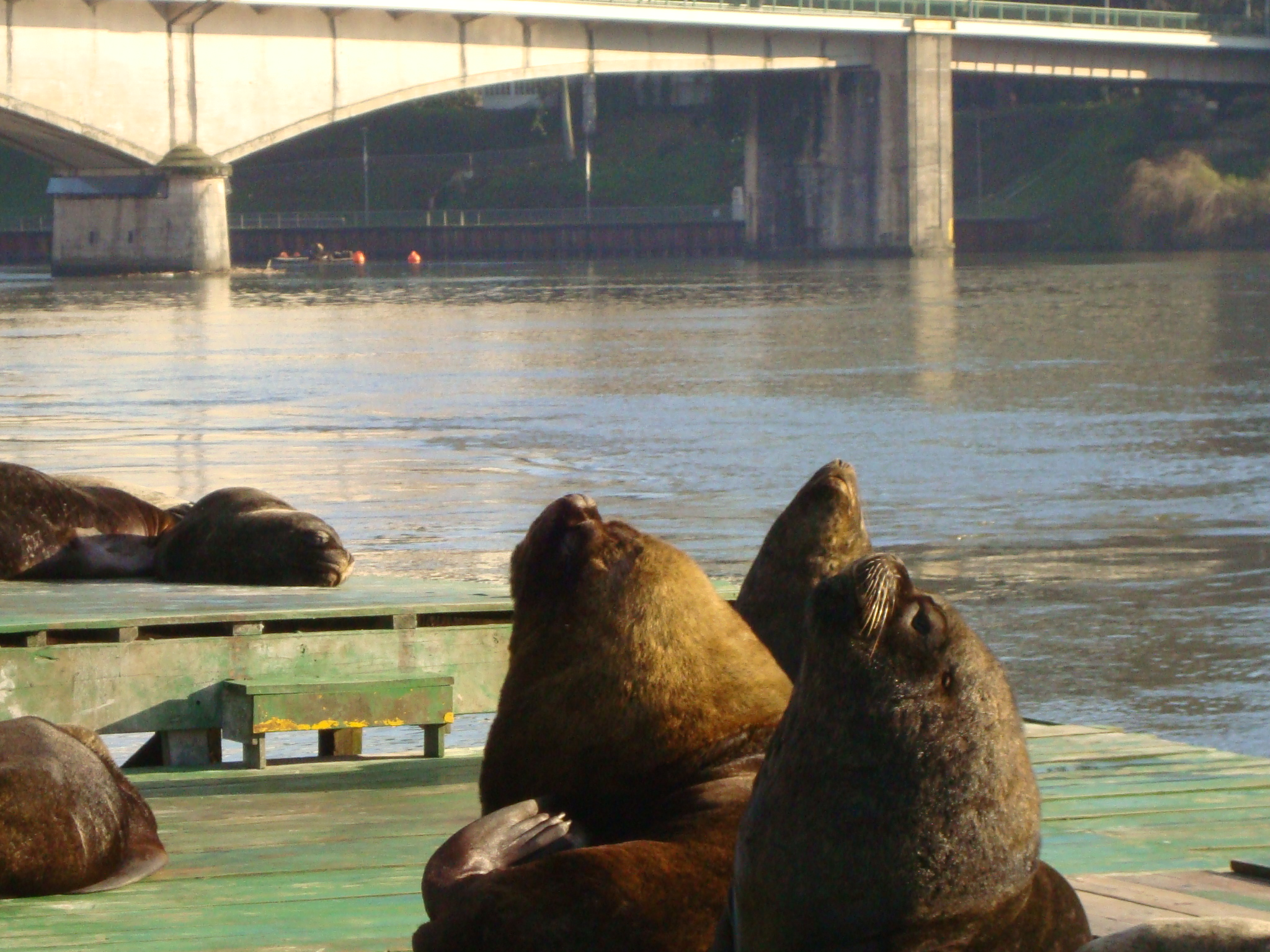
Міська колонія в м. Вальдивія, Чилі
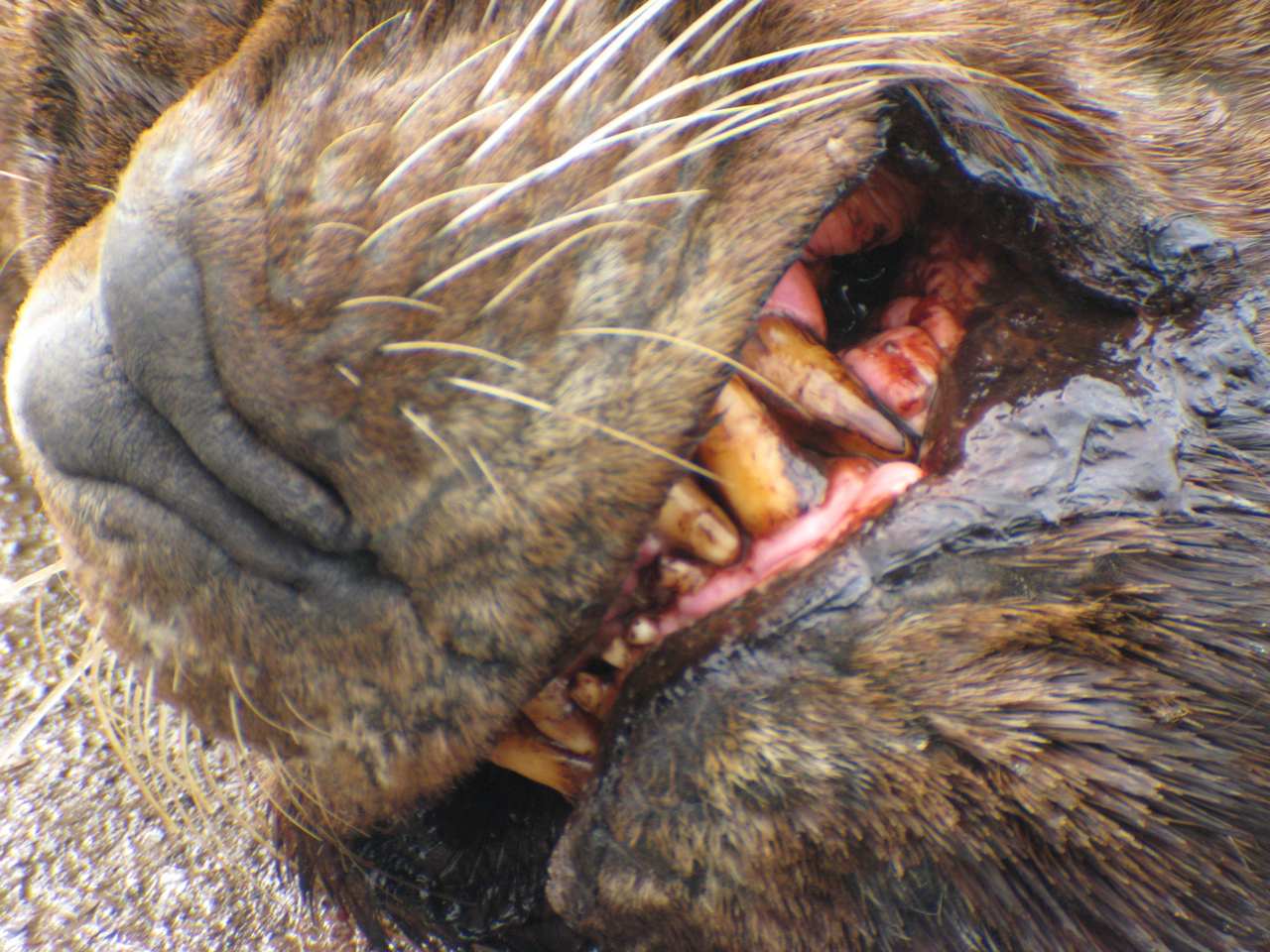
Зуби
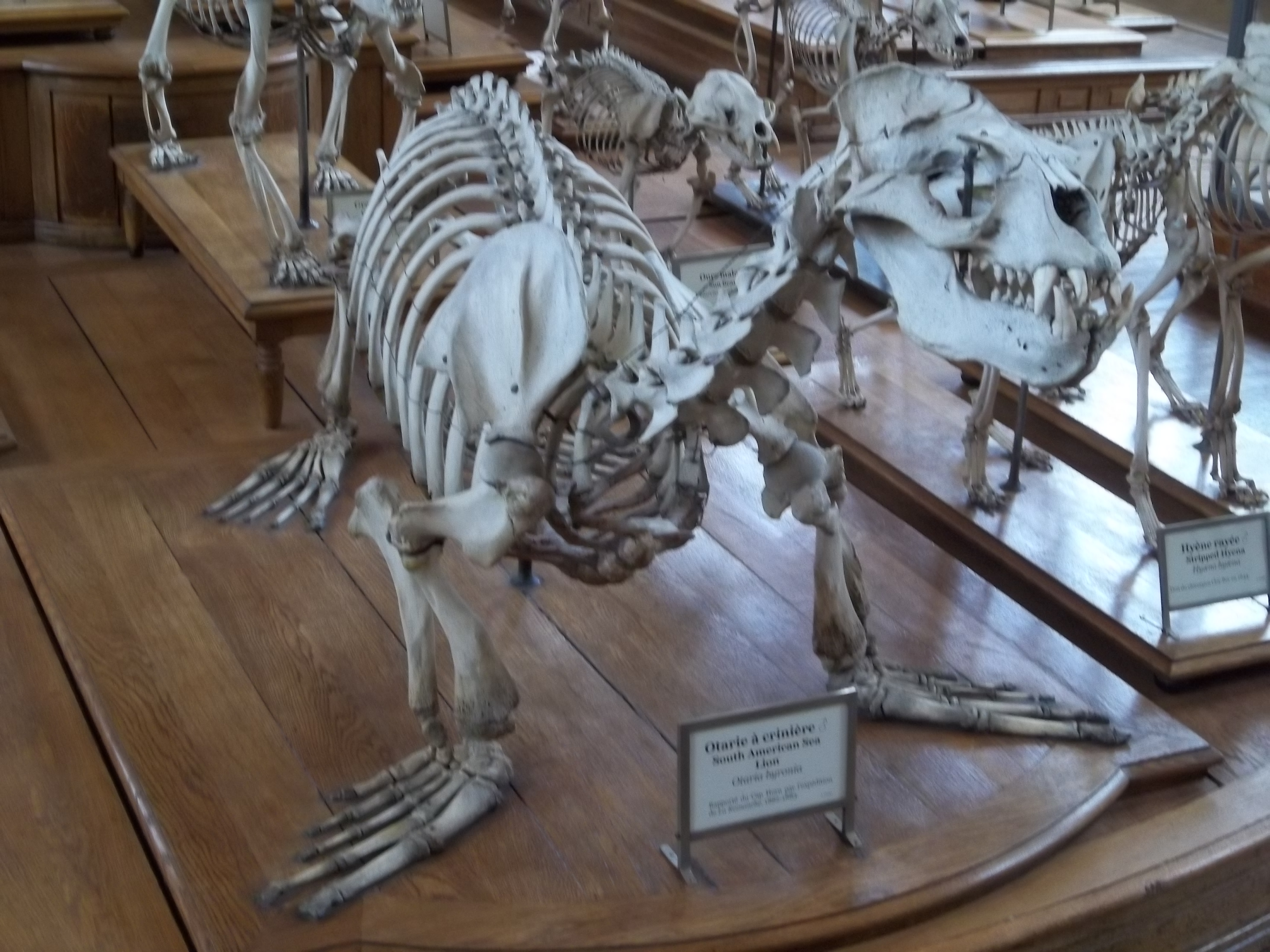
Скелет самця